# Margarida Alves Martins
Margarida Alves Martins é uma psicóloga portuguesa conhecida por seus trabalhos sobre aprendizagem de leitura e escrita. É professora do Instituto Universitário de Ciências Psicológicas, Sociais e da Vida, em que dirige o Centro de Investigação em Educação.